# Seigneurie Rigaud-De Vaudreuil
Pour les articles homonymes, voir Rigaud de Vaudreuil.
Ne doit pas être confondu avec Seigneurie de Rigaud ou Seigneurie de Vaudreuil.
La seigneurie Rigaud De Vaudreuil, également appelée seigneurie Rigaud-Vaudreuil, seigneurie de la Beauce et seigneurie Saint-François-de-la-Nouvelle-Beauce, était une seigneurie en Nouvelle-France. Elle couvrait environ le territoire de l’actuelle ville de Beauceville dans la région de Chaudière-Appalaches au Québec.

## Géographie
La seigneurie Rigaud-De Vaudreuil prend la forme d’un rectangle dont les dimensions correspondent à 3 lieues de front sur 2 lieues de profondeur de part et d’autre de la rivière Chaudière à la hauteur de Beauceville en Beauce, soit une superficie d’environ 143 km2. Dans l’acte de vente de 1771 du château de Vaudreuil, l’entité est désignée sous le nom de seigneurie de la Beauce ou seigneurie Rigaud-Vaudreuil.

## Histoire
La seigneurie Rigaud-De Vaudreuil, correspondant à Saint-François-de-Beauce, est concédée en 1736 à Joseph de Fleury de La Gorgendière, en même temps que ses deux gendres, Thomas-Jacques Taschereau et François-Pierre de Rigaud de Vaudreuil, qui se voient concéder les seigneuries de Sainte-Marie et de Saint-Joseph respectivement. L’année suivante, considérant le potentiel agricole supérieur du secteur de Saint-Joseph, Fleury de La Gorgendière échange sa seigneurie au sud de la vallée de la Chaudière contre les deux tiers de celle que détient Rigaud de Vaudreuil. Le tout est officialisé en 1747. Le nom de la seigneurie est donné par son second propriétaire,.  Rigaud de Vaudreuil est à l’époque coseigneur, avec son frère Pierre, de Rigaud et de Vaudreuil dans la presqu’île actuelle de Vaudreuil-Soulanges.
Les premiers registres religieux de la paroisse catholique de Saint-François sont ouverts en 1765 La seigneurie aurait également porté le nom de la paroisse.

## Seigneurs
| Période   | Seigneur                                             |
| --------- | ---------------------------------------------------- |
| 1736-1747 | Joseph Fleury de La Gorgendière                      |
| 1747 1763 | François-Pierre de Rigaud de Vaudreuil               |
| 1763-1771 | Michel Chartier de Lotbinière                        |
| 1771-1822 | Michel-Eustache-Gaspard-Alain Chartier de Lotbinière |